# Vermieterpfandrecht
Das Vermieterpfandrecht ist ein besitzloses gesetzliches Pfandrecht des Vermieters an den in die Mieträume eingebrachten Sachen des Wohnraum- und Geschäftsraum-Mieters für die Forderungen aus dem Mietverhältnis (§§ 562 ff. BGB).

## Allgemeines
Die zum Vermieterpfandrecht gemachten Aussagen gelten entsprechend auch für das Verpächterpfandrecht (§ 581 Abs. 2 BGB). Beide gehören zu den gesetzlichen Pfandrechten, die nur entstehen, wenn folgende Voraussetzungen erfüllt sind:
- Bewegliche Sachen: Vom Vermieterpfandrecht werden nur bewegliche Sachen und Inhaberpapiere erfasst, nicht dagegen Orderpapiere oder Rektapapiere (z. B. Sparbücher). Auch Scheinbestandteile eines gemieteten Grundstücks unterliegen als bewegliche Sachen dem Vermieterpfandrecht.
- Eigentum: Die Sachen müssen im Alleineigentum des Mieters stehen, bloßer Besitz (etwa Leasing, Miete) reicht hingegen nicht aus. Unter Eigentumsvorbehalt dem Mieter gelieferte Sachen unterliegen hinsichtlich des Anwartschaftsrechts dem gesetzlichen Vermieterpfandrecht, sofern sie eingebracht wurden.[1] Mit vollständiger Bezahlung der Vorbehaltsware setzt sich das Vermieterpfandrecht am Eigentum fort. Ein Vermieterpfandrecht entsteht jedoch nicht, wenn Vorbehaltswaren vor ihrer Einbringung auf das gemietete Grundstück an Dritte übereignet werden (siehe Sicherungsübereignung). Tritt der Vorbehaltsverkäufer vom Vertrag zurück (etwa wegen Nichtzahlung des Kaufpreises), so kann er die Vorbehaltswaren zurückverlangen.
- Pfändungsschutz: Nicht dem Vermieterpfandrecht unterliegen alle dem Mieter gehörenden Sachen, die unpfändbar sind (§ 562 Abs. 1 Satz 2 BGB). Hierzu zählen u. a. die dem persönlichen Gebrauch oder dem Haushalt dienenden Sachen, insbesondere Kleidungsstücke, Wäsche, Betten, Haus- und Küchengerät, „soweit der Schuldner ihrer zu einer seiner Berufstätigkeit und seiner Verschuldung angemessenen, bescheidenen Lebens- und Haushaltsführung bedarf“ (§ 811 Abs. 1 ZPO). Der Vermieter darf bei Auszug des Mieters die dem Pfandrecht unterliegenden Sachen in seinen Besitz nehmen (§ 562b Abs. 1 Satz 2 BGB). Auf Verlangen des Mieters hat er die dem Vermieterpfandrecht nicht unterliegenden Sachen herauszugeben. Kommt der Vermieter diesen Pflichten nicht nach, macht er sich nach § 280 Abs. 1 BGB und § 823 Abs. 1 BGB schadensersatzpflichtig. Zudem kann der Mieter auf Herausgabe der unpfändbaren beweglichen Sachen klagen und zur einstweiligen Regelung der Besitzverhältnisse vorläufigen Rechtsschutz nach §§ 935 ff. ZPO in Anspruch nehmen.[2]
- Einbringen: Das Vermieterpfandrecht entsteht an solchen Sachen, die mit Willen des Mieters während der Mietzeit in die Mieträume hineingeschafft werden. Auch die in den Mieträumen erst produzierten Sachen gelten als eingebracht.[3] Als eingebracht gelten ferner alle Sachen, die bestimmungsgemäß zu vorübergehenden Zwecken in den Mieträumen verbleiben (z. B. Warenlager). Lediglich kurzfristig gelagerte Sachen sind hingegen nicht eingebracht und haften nicht (z. B. Tageskasse).
- Strenge Akzessorietät: Das Vermieterpfandrecht besteht für die Forderungen aus dem Mietvertrag (Miete, Nebenleistungen, Schadensersatzansprüche) für vergangene Zeiträume sowie nach (§ 562 Abs. 2 BGB) für künftige Zeiträume, hier allerdings nur für das laufende und folgende Mietjahr (nicht Kalenderjahr). Letztere Einschränkung gilt nur für künftige Forderungen. Zurückliegende Zeiträume sind immer durch das Pfandrecht gesichert.

Während das gesetzliche Vermieterpfandrecht keiner Vereinbarung bedarf und automatisch gilt, muss eine Mietkaution vertraglich im Mietvertrag geregelt werden (§ 551 BGB). Wird eine Mietkaution verlangt, so gilt sie kumulativ neben dem Vermieterpfandrecht.

## Rechtsfragen

### Auszug des Mieters
Zieht der Mieter aus, darf der Vermieter die dem Pfandrecht unterliegenden Sachen in seinen Besitz nehmen. Sind die Sachen ohne Wissen oder unter Widerspruch des Vermieters entfernt worden, so kann er die Herausgabe zum Zwecke der Zurückschaffung auf das Grundstück und, wenn der Mieter ausgezogen ist, die Überlassung des Besitzes verlangen.

### Mögliche Maßnahmen bei Missachtung des Mieters nach Ausübung des Vermieterpfandrechts
Die Pfandverschleppung kann nur zivilrechtlich belangt werden. Die Pfandkehr ist gemäß § 289 StGB strafbewehrt. Der Vermieter muss einen Strafantrag vor Ablauf eines Monats stellen, weil ansonsten das Vermieterpfandrecht nach Bekanntwerden der entwendeten Sachen erlischt.

### Verbotene Eigenmacht
Der Vermieter darf ohne gerichtliches Urteil die Wohnung des Mieters weder betreten noch räumen. Der Bundesgerichtshof (BGH) hat hierzu entschieden, dass die nicht durch einen gerichtlichen Titel gedeckte eigenmächtige Inbesitznahme einer Wohnung und deren eigenmächtige Räumung durch einen Vermieter eine unerlaubte Selbsthilfe darstellt, für deren Folgen der Vermieter verschuldensunabhängig nach § 231 BGB haftet. Der Vermieter hat vielmehr im Rahmen seiner Obhutspflicht auch bei einer sog. Berliner Räumung mit beschränktem Vollstreckungsauftrag von dem Gerichtsvollzieher eine Bestandsliste erstellen zu lassen, in der alle gepfändeten Gegenstände erfasst werden. Unterlässt er es, kann der Mieter später Schadensersatz für nicht mehr vorhandene oder beschädigte Sachen verlangen. Der Vermieter ist dann beweispflichtig, dass die Sachen weniger Wert haben (hatten) oder nicht durch ihn beschädigt wurden. Damit stützt der BGH ein Urteil des Oberlandesgerichts Karlsruhe, das bereits festgestellt hatte, dass das Auswechseln von Türschlössern der vermieteten Wohnung durch den Vermieter unzulässig ist.

### Wohnwagen, Boote und sonstiges Zubehör
Auch Wohnwagen, Boote, Gartenlauben usw. unterliegen dem auf normale Wohnungen anwendbaren Recht (§ 123 StGB). Ob die verbotene Selbsthilfe die Straftatbestände des Hausfriedensbruchs (§ 123 StGB) und Diebstahls bzw. Einbruchdiebstahls (§§ 242 StGB, § 243 StGB) erfüllt, ist umstritten. Der Straftatbestand des Hausfriedensbruchs dürfte jedoch im Falle der verbotenen Selbsthilfe erfüllt sein, weil Hausfriedensbruch ein „widerrechtliches Eindringen in die Wohnung“ voraussetzt. Da der BGH die so genannte „kalte Räumung“ als verbotene Selbsthilfe einstuft, sind die Voraussetzungen des Hausfriedensbruchs als erfüllt anzusehen.

## Erlöschen
Das Pfandrecht des Vermieters erlischt mit der Entfernung der Sachen von dem Grundstück, außer wenn diese ohne Wissen oder unter Widerspruch des Vermieters erfolgt. Das Pfandrecht erlischt mit dem Ablauf eines Monats, nachdem der Vermieter von der Entfernung der Sachen Kenntnis erlangt hat, wenn er diesen Anspruch nicht vorher gerichtlich geltend gemacht hat.
Das Vermieterpfandrecht erlischt, wenn die Sache dauerhaft aus den Mieträumen mit Kenntnis oder Genehmigung des Vermieters entfernt wird (§ 562a BGB). Wird die Sache aber im Rahmen des regelmäßigen Geschäftsbetriebs oder der gewöhnlichen Lebensverhältnisse dauerhaft entfernt, so erlischt das Vermieterpfandrecht auch ohne Wissen oder Genehmigung des Vermieters (§ 562a Satz 2 BGB) oder wenn die zurückbleibenden Sachen zur Sicherung des Vermieters offenbar ausreichen. Wird die Sache nur zeitweise entfernt (z. B. Kfz in der Mietgarage), so entsteht das Vermieterpfandrecht nach Rückkehr der Sache neu.
Der Verzicht des Vermieters auf sein gesetzliches Pfandrecht hat dingliche Wirkung (§ 562, § 1257 BGB); er wirkt also gegenüber jedermann. Wird das Anwartschaftsrecht des Vorbehaltskäufers von den Vertragsparteien nachträglich aufgehoben (selbst wenn es bereits von einem Vermieterpfandrecht erfasst war), erlischt das Vermieterpfandrecht.

## International
Gemäß § 1101 ABGB hat in Österreich zur Sicherstellung der Mietforderungen der Vermieter einer unbeweglichen Sache das Pfandrecht an den eingebrachten, dem Mieter oder seinen mit ihm in gemeinschaftlichem Haushalt lebenden Familienmitgliedern gehörigen Einrichtungsstücken und Fahrnissen, soweit sie nicht der Pfändung entzogen sind. Nach Art. 268 OR hat in der Schweiz der Vermieter von Geschäftsräumen für einen fälligen Jahresmietzins und den laufenden Halbjahresmietzins ein Retentionsrecht an den beweglichen Sachen, die sich in den vermieteten Räumen befinden und zu deren Einrichtung oder Benutzung gehören.